# محطة قطار ستوك أون ترينت
محطة قطار ستوك أون ترينت (بالإنجليزية: Stoke-on-Trent railway station)‏‏ هي محطة قطار في ستوك أون ترينت في المملكة المتحدة، تُشغلها قطارات إيست ميدلاند. افتُتحت هذه المحطة في 9 أكتوبر 1848، ويبلغ عدد مسارات أرصفتها 3.